# Рихтер, Алексей Александрович
Алексей Александрович Рихтер (25 октября 1913 года, деревня Муровицы, Псковский уезд, Псковская губерния — 14 мая 1976 года, Псков) — передовик производства, слесарь-инструментальщик Псковского завода радиодеталей, изобретатель. Герой Социалистического Труда (1966).

## Биография
Родился в деревне Муровицы Псковского уезда в крестьянской семье. В 1929 году начал работать в качестве слесаря на заводе «Металлист». В 1935—1937 годах служил в Красной Армии. Участвовал в советско-финляндской войне (1939—1940 годы) и Великой Отечественной войне (1941—1945 годы). С 1949 года и до конца жизни А. А. Рихтер работал на Псковском заводе радиодеталей. Прославился как передовой рабочий-новатор, рационализатор, изобретатель, ударник коммунистического труда. Первое авторское свидетельство получил в 1951 году за техническое усовершенствование «пресс-формы ламповой панели». Второе — «за новую конструкцию штампа». Одно из важных изобретений новатора — «штамп к автомату для изготовления контактных гнёзд». Делился своим трудовым опытом с молодёжью, подготовил более 50 квалифицированных рабочих, перевыполнял плановые задания.
За выдающиеся производственные показатели Указом Президиума Верховного Совета СССР от 29 июля 1966 года ему было присвоено звание Героя Социалистического Труда с вручением ордена Ленина и золотой медали «Серп и Молот». Награждён другими государственными наградами.
Похоронен в Пскове.

## Память
- На доме № 11 по улице Горького в Пскове находится мемориальная табличка, посвящённая Алексею Рихтеру.
- 30 марта 2016 года сессия Псковской городской Думы приняла решение о наименовании одной из новых улиц Пскова улицей Алексея Рихтера[1].